# Boss Knitting Machine Works
Boss Knitting Machine Works war ein US-amerikanisches Unternehmen.

## Unternehmensgeschichte
James L. Eck gründete 1892 das Unternehmen in Reading in Pennsylvania. Er stellte Strickmaschinen her. Zwischen 1897 und 1909 produzierte er außerdem Automobile. Der Markenname lautete Boss. Insgesamt entstanden 22 Fahrzeuge, von denen eines noch existiert. Es ist nicht bekannt, wann das Unternehmen aufgelöst wurde.
Es bestand keine Verbindung zur Long-Crawford Automobile Company, die den gleichen Markennamen verwendete.

## Fahrzeuge
Im Angebot standen ausschließlich Dampfwagen. Der Dampfmotor hatte zwei Zylinder. In den ersten Modellen leistete er 7 PS, ab 1905 8 PS und ab 1907 10 PS. Das Fahrgestell hatte 190 cm Radstand. Zur Wahl standen offene Aufbauten. Der Runabout bot Platz für zwei Personen und der Dos-à-dos Platz für vier Personen, Rücken an Rücken.